# پیتسوس
پیتسوس (انگلیسی: Pitsos) شرکت لوازم خانگی یونانی است، که در سال ۱۸۶۵ تأسیس شد.